# 弗里德里希 (名)
弗里德里希（德語：Friedrich）是一個德语名字，當用於指代如神聖羅馬皇帝或普魯士國王等君主時，常被譯作腓特烈。它相当于英、荷、丹麥語中的弗雷德里克（英語：Frederick）。

## 名人
- 弗里德里希·戈倫斯坦（1932-2000），俄羅斯作家和編劇
- 弗里德里希·霍赫（1802–1870），德國平版畫家和畫家
- 弗里德里希·荷爾德林（1770-1843），德國詩人，德國浪漫主義的關鍵人物之一
- 弗里德里希·弗里茨·朗（1890–1976），電影製片人
- 奧托·弗雷德里克·沃爾特（1928–1994），瑞士記者、作家和出版商

- 弗里德里希·馮·哈登貝格（1772-1801），德國詩人和哲學家，更為人所知的是諾瓦利斯
- 弗里德里希·恩格斯（1820-1895），德國政治哲學家、共產主義者、社會科學家、記者和商人，和馬克思共同撰寫了《共產黨宣言》
- 弗里德里希·哈耶克（1899-1992），奧地利經濟學家和政治哲學家
- 弗里德里希·尼采（1844-1900），德國哲學家、文化評論家、作曲家、詩人、語言學家、拉丁語和希臘語學者，其作品對現代思想史產生了深遠的影響
- 弗里德里希·席勒（1759-1805），德國詩人、哲學家、醫生、歷史學家和劇作家
- 弗里德里希·謝林（1775-1854），德國自然、唯心主義、神話和基督教哲學家

- 腓特烈一世 (神圣罗马帝国)，又名红胡子腓特烈，或巴巴罗萨，罗马人民的国王，神圣罗马帝国皇帝和意大利国王。
- 腓特烈二世 (神圣罗马帝国)，罗马人民的国王，神圣罗马帝国皇帝，西西里国王，耶路撒冷国王，意大利国王和勃艮第领主
- 腓特烈三世 (神圣罗马帝国)，神聖羅馬皇帝
- 弗里德里希三世 (萨克森)，萨克森选侯，即智者腓特烈、英明的腓特烈
- 弗雷德里克三世 (丹麦)，丹麦国王
- 弗里德里希大公 (泰申公爵)，奥地利陆军元帅
- 腓特烈一世，勃兰登堡选帝侯兼普鲁士公爵、普魯士國王
- 腓特烈二世，普鲁士国王，史称腓特烈大帝
- 腓特烈三世，普魯士國王兼德意志皇帝

|  | 本页或本分段罗列了有着相同名的人物，如果是一个内链将您引导到本页，您可能愿意通过点击对应的链接到达想要的条目。 |